# Карел Піммер
Карел Піммер (чеськ. Karel Pimmer) — чеський футболіст, що грав на позиції воротаря.

## Футбольна кар'єра
У 1910—1913 роках виступав у складі провідної команди країни — «Славії». Чемпіон Богемії 1913 року, дворазовий володар кубка милосердя у 1911 і 1912 роках.
У складі збірної Богемії став аматорським чемпіоном Європи 1911 року. Команда, основу якої складали гравці «Славії», перемогла збірні Бельгії (6:1), Франції (4:1) і Англії (2:1). Піммер став одним з героїв вирішального матчу проти аматорської збірної Англії. Зокрема, на 83-й хвилині матчу відбив пенальті, призначений за гру рукою когось із захисників.